# Scleria madagascariensis
Scleria madagascariensis är en halvgräsart som beskrevs av Johann Otto Boeckeler. Scleria madagascariensis ingår i släktet Scleria och familjen halvgräs.
Artens utbredningsområde är Madagaskar. Inga underarter finns listade i Catalogue of Life.